# دیگ‌بخار بازیافت حرارت

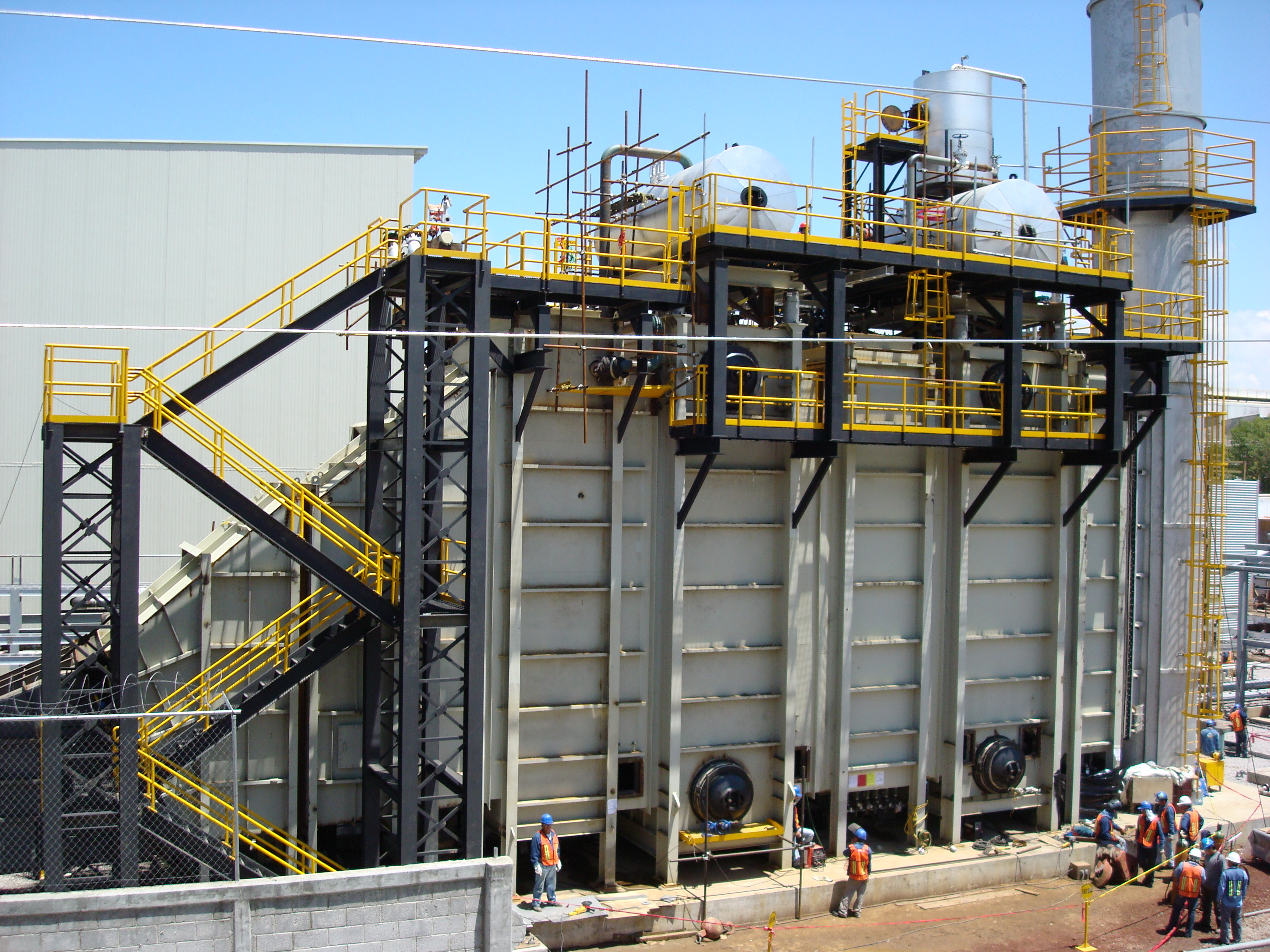
یک دیگ بخار بازیاب حرارت (HRSG) مدولار

دیگ‌بخار بازیاب حرارت (HRSG) یک مبدل حرارتی بازیابی انرژی است که گرما را از جریان گاز داغ ناشی از توربین یا دیگر جریان گازهای زاید بازیابی می‌کند. این مبدل، بخاری تولید می‌کند که می‌تواند در یک فرایند (تولید همزمان) مورد استفاده قرار گیرد یا از آن برای چرخاندن توربین بخار (سیکل ترکیبی) استفاده شود.   

## دیگ بخار بازیاب حرارت

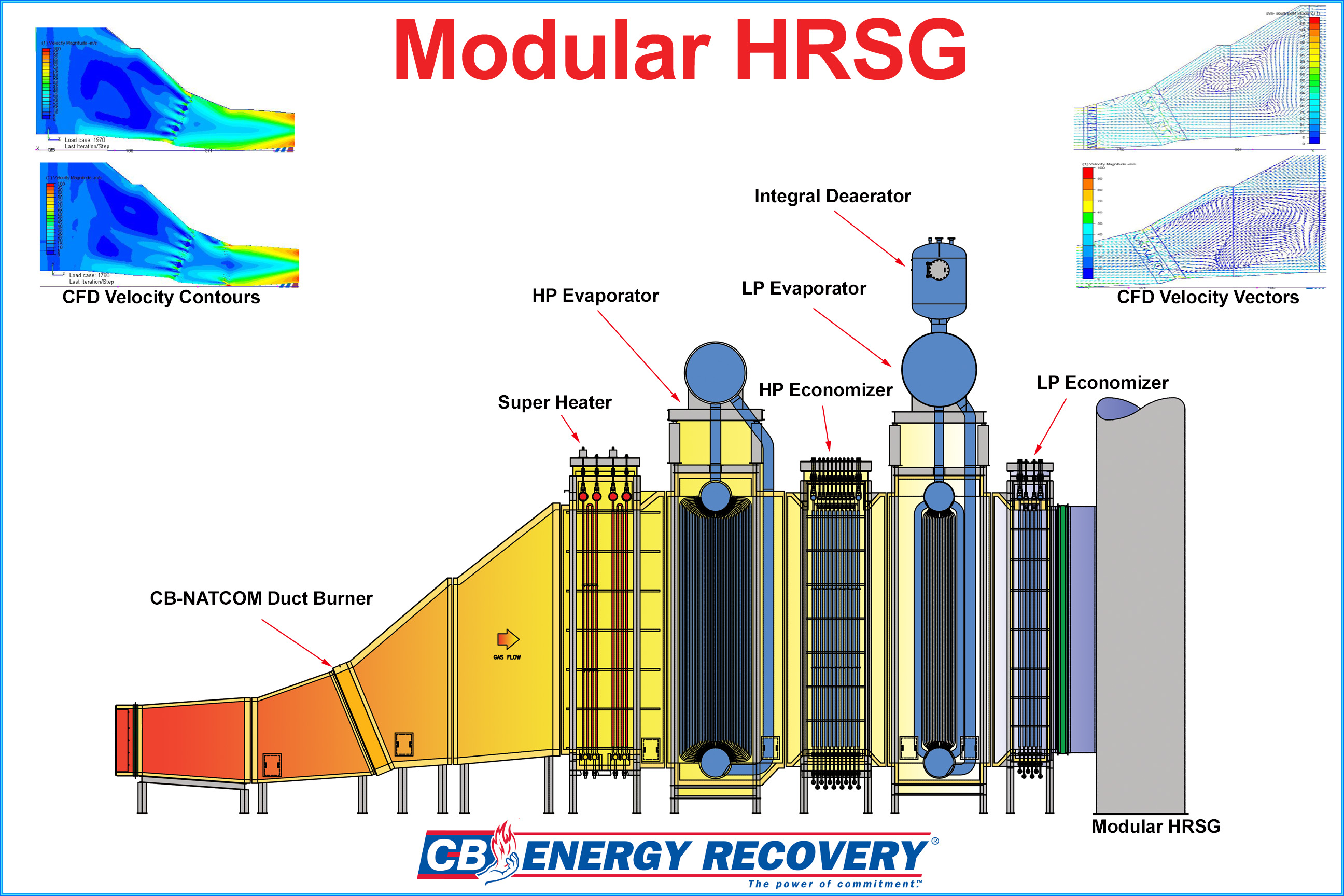
نمای یک دیگ بخار بازیاب حرارت

این دیگ ها (بویلرها) از چهار جزء اصلی تشکیل شده اند: اکونومایزر، اواپراتور، سوپرهیتر و پیش گرمکن آب. 
اجزای مختلف در کنار هم قرار می گیرند تا نیازهای عملیاتی واحد را برآورده کنند.  
این دیگ ها را می توان با روش های مختلفی مانند جهت جریان گازهای خروجی یا تعداد سطوح فشار طبقه بندی کرد. 
بر اساس جریان گازهای خروجی، این دیگ ها به دو نوع عمودی و افقی تقسیم می شوند. در HRSG های نوع افقی، گاز خروجی به صورت افقی روی لوله های عمودی جریان می یابد در حالی که در HRSG های نوع عمودی، گاز خروجی به صورت عمودی روی لوله های افقی جریان می یابد. 
بر اساس سطوح فشار، HRSG ها را می توان به دو فشار تک فشار و چند فشار طبقه بندی کرد. HRSG های تک فشار تنها یک درام بخار دارند و بخار در سطح تک فشار تولید می شود در حالی که HRSG های چند فشاری از دو یا سه سطح فشار درام بخار استفاده می کنند. به این ترتیب HRSG های فشار سه گانه از سه بخش تشکیل شده اند: یک بخش LP (فشار پایین)، یک بخش گرم کردن مجدد/IP (فشار میانی) و یک بخش HP (فشار بالا). هر بخش دارای یک درام بخار و یک بخش اواپراتور است که در آن آب به بخار تبدیل می شود. سپس این بخار از سوپرهیترها عبور می کند تا دما را فراتر از نقطه اشباع افزایش دهد.
قطعات فشار بخار و آب یک HRSG در معرض طیف وسیعی از مکانیسم‌های تخریب قرار می‌گیرند، به عنوان مثال خزش، خستگی حرارتی، خستگی خزشی، خستگی مکانیکی، خوردگی تسریع‌شده جریان (FAC)، خوردگی و خستگی ناشی از خوردگی، و غیره. 

## گونه های مختلف دیگ بخار بازیاب حرارت
برخی از HRSG ها شامل مشعل یا آتش کمکی در داکت هستند. این مشعل های اضافی انرژی اضافی ای را برای HRSG فراهم می کنند تا بخار بیشتری تولید می کند و در نتیجه توان خروجی توربین بخار را افزایش می دهد. به طور کلی، مشعل کمکی خروجی الکتریکی را با هزینه سرمایه ای کمتر فراهم می کند. بنابراین اغلب برای عملیات پیک کردن توان تولیدی استفاده می شود.
هم چنین HRSG ها می توانند دریچه هایی برای تنظیم جریان ورودی به HRSG به نام دایورتر داشته باشند. این تجهیز به توربین گاز اجازه می دهد تا زمانی که نیازی به بخار وجود ندارد یا اگر HRSG باید خاموش شود، به کار خود ادامه دهد.
ممکن است در HRSG ها، کنترل کننده انتشار آلایندگی نیز قرار داشته باشند. برخی ممکن است دارای یک سیستم احیای کاتالیزوری انتخابی برای کاهش اکسیدهای نیتروژن (که سهم زیادی در تشکیل دود و باران اسیدی دارند) یا یک کاتالیزور برای حذف مونوکسید کربن داشته باشند. گنجاندن این سستم به طور چشمگیری بر طرح HRSG تأثیر می گذارد. کاتالیزور NOx در دماهای بین 343 تا 399 درجه سانتیگراد، بهترین عملکرد را دارد. به این معنی که بخش اواپراتور HRSG باید تقسیم شود و سیستم احیای کاتالیزوری انتخابی بین دو بخش قرار گیرد. برخی از کاتالیزورهای NOx با دمای پایین وجود دارند که به سیستم احیای کاتالیزوری اجازه می دهد بین بخش اواپراتور و اکونومایزر (177-260 درجه سانتی گراد) قرار گیرد.

یک نوع تخصصی دیگ بخار بازیاب حرارت، نوع بدون درام یا یکبار گذر است. در طراحی این نوع دیگ، آب تغذیه ورودی یک مسیر پیوسته را بدون بخش های تقسیم شده برای اکونومایزرها، اواپراتورها و سوپرهیترها دنبال می کند. این امر درجه بالایی از انعطاف پذیری را فراهم می کند زیرا بخش ها بر اساس بار گرمایی دریافتی از توربین گازی، اجازه انبساط یا انقباض دارند. عدم وجود درام اجازه می دهد تا تغییرات سریع در تولید بخار و کنترل متغیرهای کمتر ممکن شود و برای بهره برداری بار پایه بسیار مناسب است. با انتخاب نوع مواد مناسب با دیگ یک بار گذر می توان بخار خشک تولید کرد. به این معنی که گازهای خروجی داغ می توانند از روی لوله های مبدل حرارتی عبور کنند و در نهایت آب داخل لوله ها جریان نداشته باشد. این امر نیاز به دودکش بای پس و سیستم انحراف گاز خروجی در توربین گازی را که برای راه اندازی یک HRSG از نوع دارای درام مورد نیاز است، حذف می کند.

## کاربردها
- بازیابی گرما را می توان به طور گسترده در پروژه های انرژی مورد استفاده قرار داد.
- در منطقه غنی از انرژی خلیج فارس، بخار حاصل از HRSG برای کارخانه های نمک زدایی استفاده می شود.
- دانشگاه ها کاندیدای ایده آل برای برنامه های HRSG هستند. آنها می توانند از یک توربین گاز برای تولید برق با قابلیت اطمینان بالا برای استفاده در دانشگاه استفاده کنند. HRSG می تواند گرمای توربین گاز را برای تولید بخار/آب گرم برای گرمایش یا سرمایش منطقه ای بازیابی کند.
- کشتی‌های بزرگ اقیانوسی (مانند اما مرسک) از بازیابی گرما استفاده می‌کنند تا بویلرهای نفتی آنها در حین حرکت خاموش شوند.

## نمودار یک نیروگاه سیکل ترکیبی

نمودار نیروگاه سیکل ترکیبی، که از HRSG استفاده می‌کند.

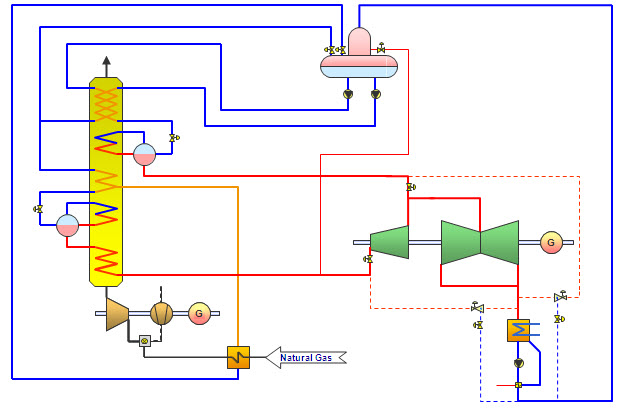
دیاگرام یک دیگ بخار بازیاب حرارت (HRSG)